# República Popular Ucraniana de los Sóviets
La República Popular Ucraniana de los Sóviets (ruso: Украинская Народная Республика Советов) fue una efímera república soviética que existió durante la Revolución rusa. 
Desde finales de octubre de 1917 el Gobierno provisional ruso y la Rada Central Ucraniana estaban enfrentados, los rusos acusaban a los ucranianos de iniciar un proceso separatista al proclamar la República Popular Ucraniana el 28 de mayojul./ 10 de junio de 1917greg.. Siguiendo los eventos de la Revolución de Octubre, cuando los bolcheviques tomaron en poder en Petrogrado, también se alzaron en Kiev con apoyo de la Rada bajo la dirección de Gueorgui Piatakov, Yan Gamárnik y Volodýmyr Zatonsky el 3 de noviembrejul./ 16 de noviembre de 1917greg. contra la guarnición leal al gobierno provisional y comandada por el teniente general Mijaíl Kvetsinsky (1866-1923); cinco días después los rebeldes se habían hecho con el control de la ciudad.
Los bolcheviques deseaban que el poder pasara de la Rada Central a los sóviets locales, dominados por sus militantes, lo que la Rada no aceptó. El 28 de noviembrejul./ 11 de diciembre de 1917greg. Piatakov se alzó en Kiev con apoyo de Yevgenia Bosh, pero en un día las tropas de la Rada del comandante Yuri Kapkán (1883-c.1919) los vencieron.
El 4 de diciembrejul./ 17 de diciembre de 1917greg., iniciaba sesiones el Primer Congreso Panucraniano de los Sóviets convocado por los bolcheviques. Al comprobar los bolcheviques que carecían de la mayoría de los representantes frente a los socialrevolucionarios ucranianos, los bolcheviques abandonaron el Congreso. Ese mismo día el gobierno bolchevique de Vladímir Lenin y León Trotski enviaron un ultimátum cuyas exigencias fueron rechazadas tres días después por Simon Petliura y Volodímir Vinnichenko.
El 7 de diciembrejul./ 20 de diciembre de 1917greg., Vladímir Antónov-Ovséyenko y un ejército de guardias rojos iniciaron su ofensiva sobre Ucrania, a la jornada siguiente entraban en Járkov, proclamándose la República Popular Ucraniana de los Sóviets el 12 de diciembrejul./ 25 de diciembre de 1917greg. como una república autónoma dentro de la Rusia Soviética.
Entre el 17 y 19 de marzo de 1918, en Yekaterinoslav se celebró el Segundo Congreso Panucraniano de los Sóviets en el que la república proclamó su independencia, agrupando todas las formaciones de los soviets en el territorio ucraniano y convirtiéndose en la República Soviética de Ucrania. 